# スコット・ブラッドリー (政治家)
スコット・N・ブラッドリー（Scott N. Bradley, 1951年9月13日 - ）は、アメリカ合衆国の政治家。

## 概要
1951年生まれ、ユタ州出身である。モルモン教徒。

### 2016年アメリカ合衆国大統領選挙
2016年アメリカ合衆国大統領選挙に立憲党から副大統領候補者として立候補する事を表明した。
アイダホ州憲法党は2016年、無所属で投票に回ったキャッスルとブラッドリーの代わりに、テキサスのスコット・コープランドを大統領に、アラスカのJ.R.マイヤーズを副大統領に指名した。コープランドとマイヤーズのチケットはアイダホ州で2,381票を獲得し、キャッスルの4,403票を上回った。